# Samuel Sanda
Samuel Sanda fue un actor y director teatral argentino.

## Carrera
Sanda fue un distinguido primer actor del cine, radio y el teatro argentino, con una amplia trayectoria. Se hizo reconocido por interpretar papeles de hombres recios en algunos films durante la época dorada cinematográfica, junto con figuras como Pepita Serrador, Domingo Sapelli, Herminia Franco, Miguel Gómez Bao, Pablo Cumo, Alfredo Camiña, Sara Watle, María Esther Podestá, Adolfo de Almeida y Raúl Castro, entre otros.

## Filmografía
- 1936: Juan Moreira
- 1937: El escuadrón azul
- 1939: Una mujer de la calle
- 1940: Yo hablo...
- 1948: Crimen entre bastidores[2]

## Teatro
En 1945 trabajó  en la obra Al marido hay que seguirlo.
En 1947 hizo en el Teatro Empire la obra La rosa azul, junto con Luisa Vehil, Hugo Pimentel, Ernesto Bianco, Cayetano Biondo, Elina Colomer, Angélica López Gamio, Rafael Diserio y Susana Canales, con la dirección de Antonio Cunill Cabanellas.
En 1948 encabezó su propia compañía teatral con la que estrenó una obra en el Teatro Español de la ciudad de Mercedes (Provincia de Buenos Aires).
Integró la Compañía Cómica del Teatro Nacional Cervantes junto a Maruja Pibernat, Mercedes Pibernat, Carlos Rosingana, Griselda Rullán, Leonor Lima, Alba Estrella Vidal, Pilar Padín, Amalia Pacheco, Noemí Basualdo Herrero, María Isabel Dux, Jorge Larrea, José del Vecchio, Mario M. Roca, Ricardo Quinteros, Enrique Guevara, Luciano Cardier y Eneas Sperandelo. Con esta compañía llevó a cabo obras como Eclipse de sol de Enrique García Velloso, El vuelo de la cigüeña, y Airiños da miña terra de Alberto Novión.